# Фінал Кубка європейських чемпіонів 1964
Фінал Кубка європейських чемпіонів 1964 — фінальний матч розіграшу Кубка європейських чемпіонів сезону 1963—1964 років, у якому зустрілися італійське «Інтернаціонале» та іспанський «Реал Мадрид». Матч відбувся 27 травня 1964 року на стадіоні «Пратер» у Відні. Перемогу з рахунком 3:1 здобув «Інтернаціонале».

## Шлях до фіналу
| Інтернаціонале      | Інтернаціонале       | Інтернаціонале | Інтернаціонале | Раунд        | Реал Мадрид       | Реал Мадрид          | Реал Мадрид | Реал Мадрид |
| ------------------- | -------------------- | -------------- | -------------- | ------------ | ----------------- | -------------------- | ----------- | ----------- |
| Суперник            | За сумою двох матчів | 1-й матч       | 2-й матч       |              | Суперник          | За сумою двох матчів | 1-й матч    | 2-й матч    |
| Евертон             | 1–0                  | 0–0 (Г)        | 1–0 (Д)        | Перший раунд | Рейнджерс         | 7–0                  | 1–0 (Г)     | 6–0 (Д)     |
| Монако              | 4–1                  | 1–0 (Д)        | 3–1 (Г)        | Другий раунд | Динамо (Бухарест) | 8–4                  | 3–1 (Г)     | 5–3 (Д)     |
| Партизан            | 4–1                  | 2–0 (Г)        | 2–1 (Д)        | 1/4 фіналу   | Мілан             | 4–3                  | 4–1 (Д)     | 0–2 (Г)     |
| Боруссія (Дортмунд) | 4–2                  | 2–2 (Г)        | 2–0 (Д)        | 1/2 фіналу   | Цюрих             | 8–1                  | 2–1 (Г)     | 6–0 (Д)     |

## Деталі матчу
| 27 травня 1964 |

| Інтернаціонале              | 3:1 | Реал Мадрид |
| --------------------------- | --- | ----------- |
| Маццола 43', 77' Мілані 61' |     | 70' Фело    |

| Пратер, Відень Глядачів: 71 333 Арбітр: Йозеф Штолль |

| Інтернаціонале | Реал Мадрид |

|                  |  |                   |  |
|                  |  |                   |  |
| В                |  | Джуліано Сарті    |  |
| З                |  | Тарчізіо Бурньїч  |  |
| З                |  | Джачінто Факкетті |  |
| З                |  | Арістіде Гварнері |  |
| З                |  | Армандо Піккі (к) |  |
| ПЗ               |  | Карло Таньїн      |  |
| ПЗ               |  | Луїс Суарес       |  |
| ПЗ               |  | Сандро Маццола    |  |
| Н                |  | Маріо Корсо       |  |
| Н                |  | Жаїр да Коста     |  |
| Н                |  | Ауреліо Мілані    |  |
| Головний тренер: |  |                   |  |
| Еленіо Еррера    |  |                   |  |

|                  |  |                     |  |
| В                |  | Хосе Вісенте        |  |
| З                |  | Ісідро Санчес       |  |
| З                |  | Пачин               |  |
| З                |  | Хосе Сантамарія     |  |
| ПЗ               |  | Ігнасіо Соко        |  |
| ПЗ               |  | Люсьєн Мюллер       |  |
| ПЗ               |  | Фело                |  |
| Н                |  | Амансіо Амаро       |  |
| Н                |  | Франсіско Хенто (к) |  |
| Н                |  | Альфредо Ді Стефано |  |
| Н                |  | Ференц Пушкаш       |  |
| Головний тренер: |  |                     |  |
| Мігель Муньйос   |  |                     |  |